# カリシチェ (ペルフジモフ郡)

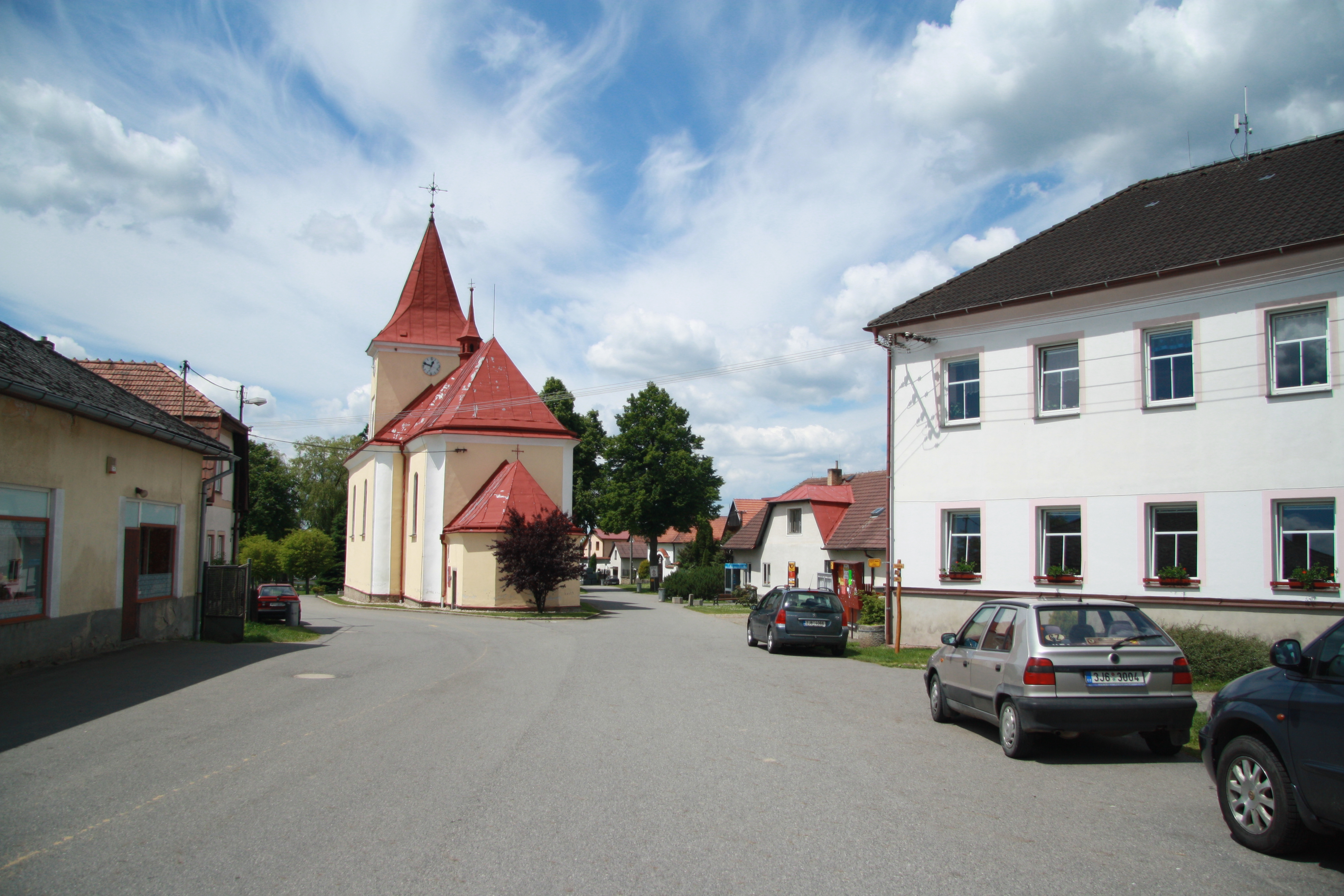

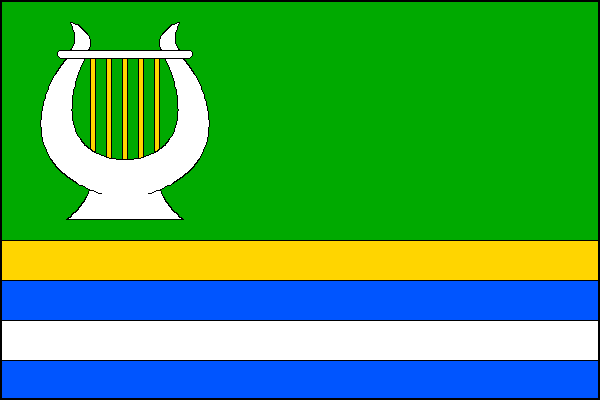
旗

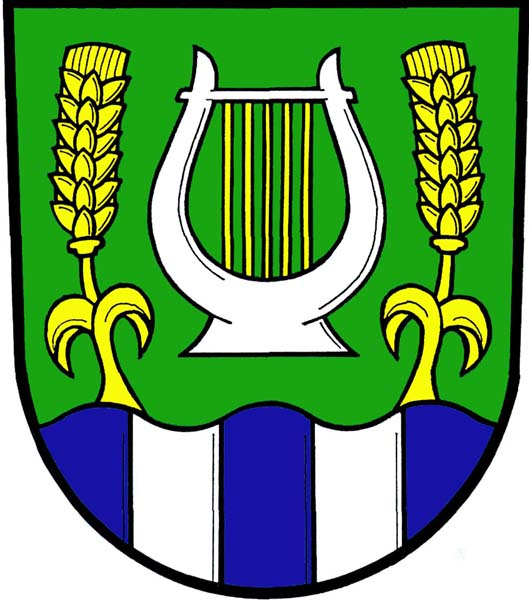

カリシチェ（Kaliště, ドイツ語 Kalischt）はチェコ南部、ペルフジモフ郡（Okres Pelhřimov, Pelhřimov District）の、フンポレツ、イフラヴァ近くに位置する村。人口は330人。
イフラヴァ郡のカリシチェ・ウ・ホルニーフ・ドゥベネク（Kaliště u Horních Dubenek）ではない。
1318年、文献に初めて登場する。
グスタフ・マーラーの生地である。